# La sposa circassa
La sposa circassa (Die Kaukasierin) è un film muto del 1917 diretto da Uwe Jens Krafft e Joe May. Fa parte della Joe Deebs-Detektivserie.

## Produzione
Il film fu prodotto dalla May-Film GmbH (Berlin). Venne girato nell'agosto 1917.

## Distribuzione
In Germania, il film - con il visto di censura 41296 del dicembre 1917 che ne vietava la visione ai minori - fu presentato in prima al Tauentzien-Palast di Berlino il 5 luglio 1918.